# SES Broadband

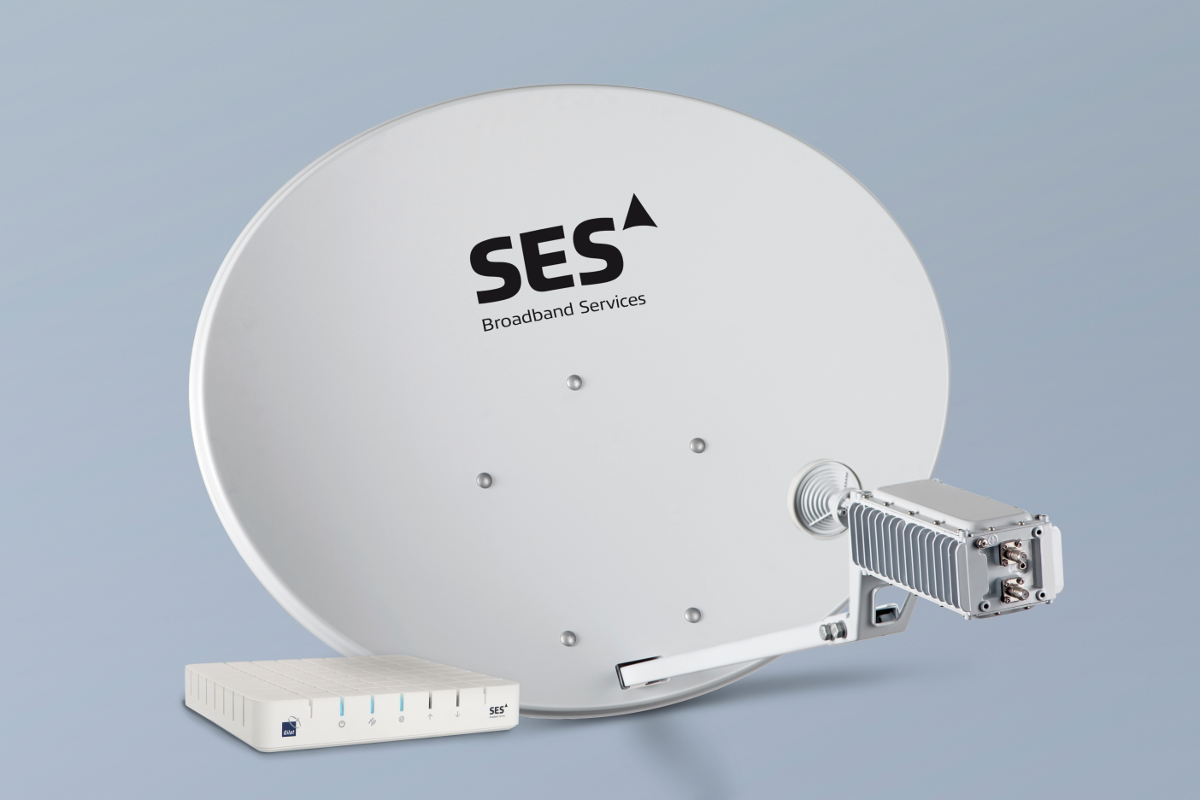
Eine Sat-Anlage für Astra Connect

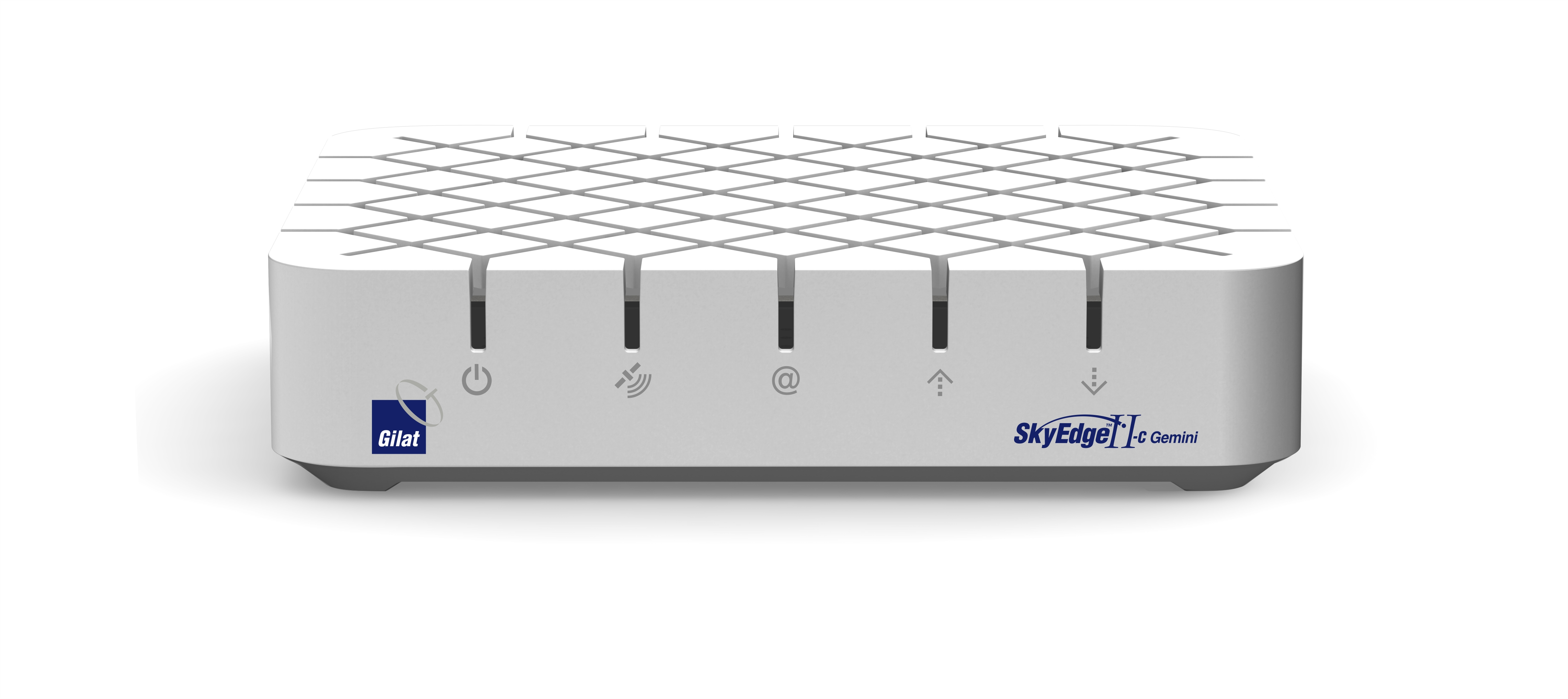
Ein Sat-Modem für Astra Connect

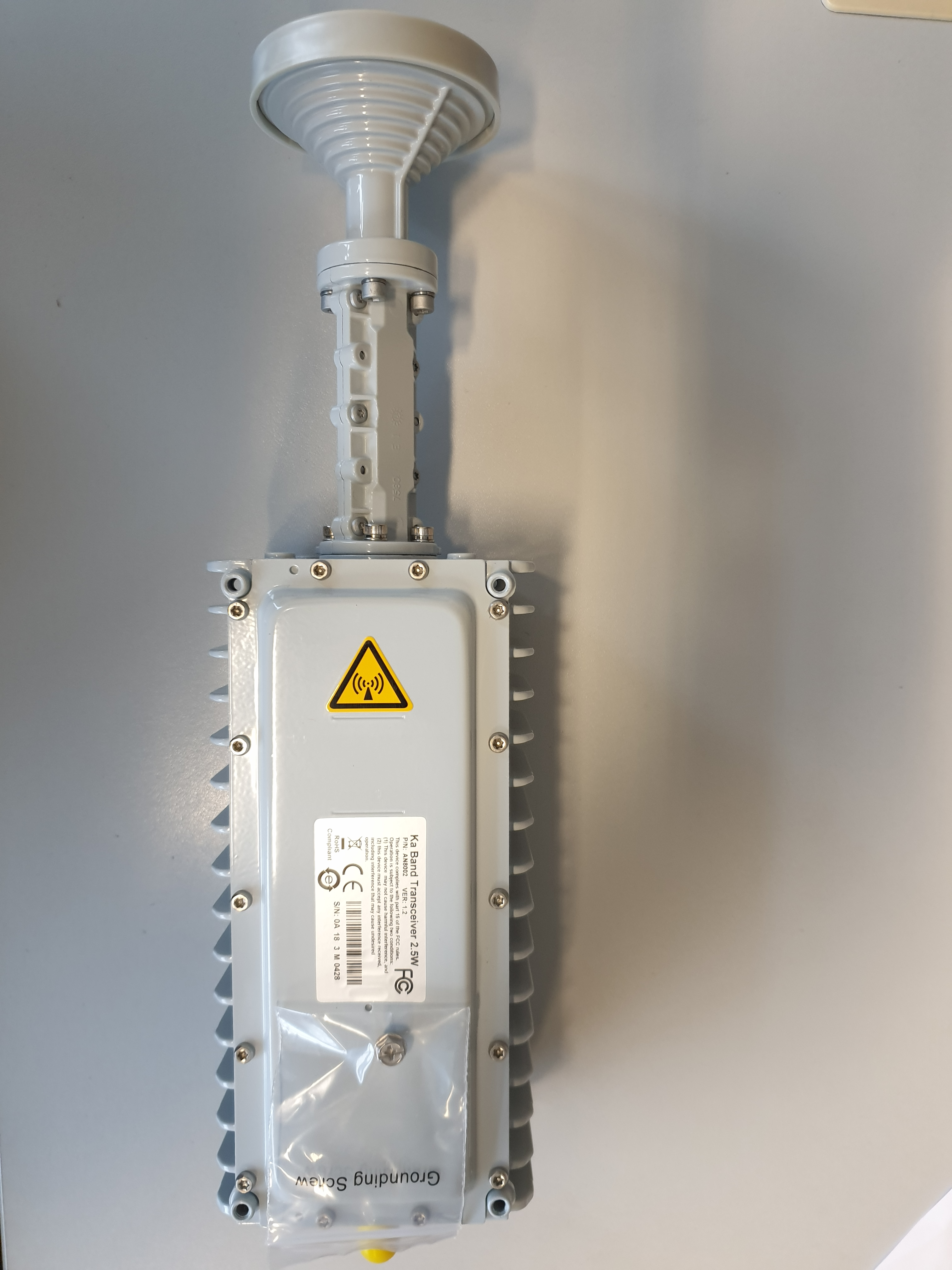
Ein iLNB für Astra Connect

SES Broadband (ehemals ASTRA2Connect) ist ein vom Satellitenbetreiber SES Astra angebotener Zweiwege-Internetzugang über Satellit. SES hat das Satelliten-Internet-Tochterunternehmen SES Techcom Services umbenannt.
SES Astra setzt für das Breitbandangebot Satelliten auf der Orbitalposition 28,2° Ost ein. Dabei tritt nicht Astra aus Luxemburg mit den Kunden direkt in Kontakt, sondern überlässt die Vermarktung Vertriebspartnern in den Zielländern. SES Broadband dient dazu, in unterversorgten Gebieten ohne andere verfügbare Internetanschlussmöglichkeiten (wie DSL oder LTE) einen schnellen Internetzugang anzubieten. Dazu bieten die Partner von SES Broadband Flatrate-Service-Pakete von bis zu 100 Mbit/s im Download bzw. 2 Mbit/s im Upload an. Nutzungsverträge sind nur bei autorisierten Partnern von SES Astra abschließbar.

## Technik
Die Kunden nutzen SES Broadband über eine separate 75-cm-Satellitenantenne mit einem interaktiven rauscharmen Signalumsetzer (iLNB). Dieser iLNB ist deutlich größer als ein normaler Signalumsetzer (LNB), da er auch die Sendeeinheit enthält, und weist Lüftungsschlitze zur Kühlung auf. Der iLNB arbeitet im Ka-Band und sendet im Frequenzbereich von 29,5 bis 30,0 GHz zum Satelliten. Der iLNB wird über zwei Antennenkabel (eines von iLNB kommend und eines zu ihm hinführend) an das dazugehörige Modem angeschlossen, das die Verbindung zum Computer herstellt. Der Breitbandanschluss von SES Astra ist auch geeignet, um über den Breitbanddienst einen Festnetzanschluss zu betreiben (VoIP). Hier sind mehrere Rufnummern und auch mehrere Sprachkanäle möglich. Außerdem können mit der Astra Connect Sat-Antenne auch die TV-Sender von Astra auf 19,2° Ost mittels eines Multifeed-Adapters empfangen werden.

## Anbieter
Endkunden können Nutzungsverträge nur über autorisierte Partner abschließen. Für Deutschland wird der Dienst von dem Service-Provider Novostream angeboten.